# Rondeletiola minor
Rondeletiola minor är en bläckfiskart som först beskrevs av Adolf Naef 1912.  Rondeletiola minor ingår i släktet Rondeletiola och familjen Sepiolidae. IUCN kategoriserar arten globalt som otillräckligt studerad. Inga underarter finns listade i Catalogue of Life.